# Zaretxni (Penza)
|  | Per a altres significats, vegeu «Zaretxni». |

Zaretxni - Заречный (rus) - és una ciutat tancada de l'óblast de Penza, a Rússia. Es troba a 12 km a l'est de Penza.
El 1962 la vila esdevingué una ciutat tancada anomenada Penza-19, atès que acollia companyies científiques que construïen components nuclears militars. El 1992 la ciutat es reanomenà Zaretxni.